# Rezolucija Opće skupštine UN-a 3314 (XXIX)
Rezolucija Opće skupštine UN-a 3314 (XXIX), rezolucija Opće skupštine Ujedinjenih naroda iz 1974. godine. Prihvaćena je na 2319. plenarnom sastanku 14. prosinca 1974. godine. Ima narav preporuke. Ovom je rezolucijom definiran zločin agresije.
Agresiju predstavlja:

a) invazija ili napad oružanim snagama na teritorij druge države, uključujući svaku vojnu okupaciju ili pripojenje teritorija druge države uporabom sile

b) bombardiranje ili uporaba ikoje vrste oružja protiv teritorija druge države

c) blokada luka ili obala druge države oružanim snagama

d) napad oružanim snagama na kopnene, zračne ili pomorske snage ili na civilno zrakoplovstvo druge države

e) uporaba oružanih snaga jedne države, koje su na području druge države smještene uz njezin pristanak, suprotno uvjetima uglavljenima međusobnim sporazumom

f) postupak države kojim ona dopušta da njezin teritorij, koji je stavila na korištenje drugoj državi, ta druga država upotrijebi za agresiju protiv treće

g) upućivanje od države ili u njezino ime ikakvih postrojbi (oružanih banda, skupina, neregularnih vojnika ili najamnih snaga) koje protiv druge države poduzimaju takve čine koji odgovaraju navedenim aktima agresije. 
Ne smije se odredbe ove rezolucije tumačiti na štetu žrtve, odnosno ne smiju sprječavati uporabu sile koju međunarodno pravo dopušta, ponajviše u samoobrani ili u ostvarivanju prava na samoodređenje, slobodu i neovisnost narodâ koji se nalaze pod kolonijalnim ili sličnim oblikom strane dominacije. 
Osim gornjih primjera, Vijeće sigurnosti UN-a može utvrditi da i nešto drugo može biti agresija.

## Vanjske poveznice
- UN Dokument